# Флаг Подмандатной Палестины

Флаг Великобритании как флаг Подмандатной Палестины

В Подмандатной Палестине, с 1920 по 1948 год, когда данной территорией управляла Великобритания на основании положений, формализованных в мандате Лиги Наций для Палестины от 24 июля 1922 года, фактическим флагом был «Юнион Джек» (флаг Великобритании). Тем не менее, для отдельных ведомств и чиновников мандата также существовали специфические флаги.

## История

Флаг Верховного комиссара Палестины

Первый верховный комиссар Герберт Луис Сэмюэл рассматривал возможность утверждения официального флага для Палестины, но выяснилось, что создать дизайн, который удовлетворил бы разнообразные интересы всех жителей, было невозможно. Поэтому администрация продолжала использовать британский «Юнион Джек».

## Морской флаг

Торговый флаг Подмандатной Палестины

Морской флаг был ввёден в 1927 году с следующим уведомлением:

«Флаг, подлежащий поднятию на палестинских судах.
Сообщается, что лорды-комиссары адмиралтейства издали ордер, разрешающий использование красного флага флота Его Величества, с наложением слова „Palestine“ в белом круге, для использования на борту судов, принадлежащих жителям Палестины. Г.С. САЙМС, Главный секретарь, 30 ноября 1927 года.»
Оригинальный текст (англ.)Flag to be flown by Palestinian vessels.
It is hereby notified that a Warrant has been issued by the Lords Commissioners of the Admiralty authorising the Red Ensign of His Majesty's Fleet defaced on the fly thereof by the word "Palestine" in a white circular field to be used on board vessels belonging to inhabitants of Palestine. G.S. SYMES, Chief Secretary, 30th November, 1927.

## Флаг таможенной службы

Морской флаг Подмандатной Палестины

У судов таможенной службы с 1929 года были собственные флаги. Первоначальный дизайн был «синий флаг с белым кругом и надписью „Palestine Customs“». В последующем году один флаг был заменен двумя:

«Флаг, который поднимается на таможне и судах в службе таможни, должен быть синим флагом, на котором слово „Palestine“ нанесено в белом круге. Суда в службе таможни должны также поднимать, помимо синего флага на корме, „Джек“ на носу, состоящий из квадратного синего флага с [флагом] Союза в верхнем кантоне рядом с древком, на поле которого слово „Customs“.»
Оригинальный текст (англ.)The flag to be flown on Customs-House and Vessels in the service of the Customs shall be the Blue Ensign defaced by the word "Palestine" within a white circular field. Vessels in the service of the Customs shall fly, in addition to the defaced Blue Ensign at the stern, a jack at the bow consisting of a square blue flag with a Union in the upper canton next to the staff, defaced in the fly by the word "Customs".